# Fuga (glas)

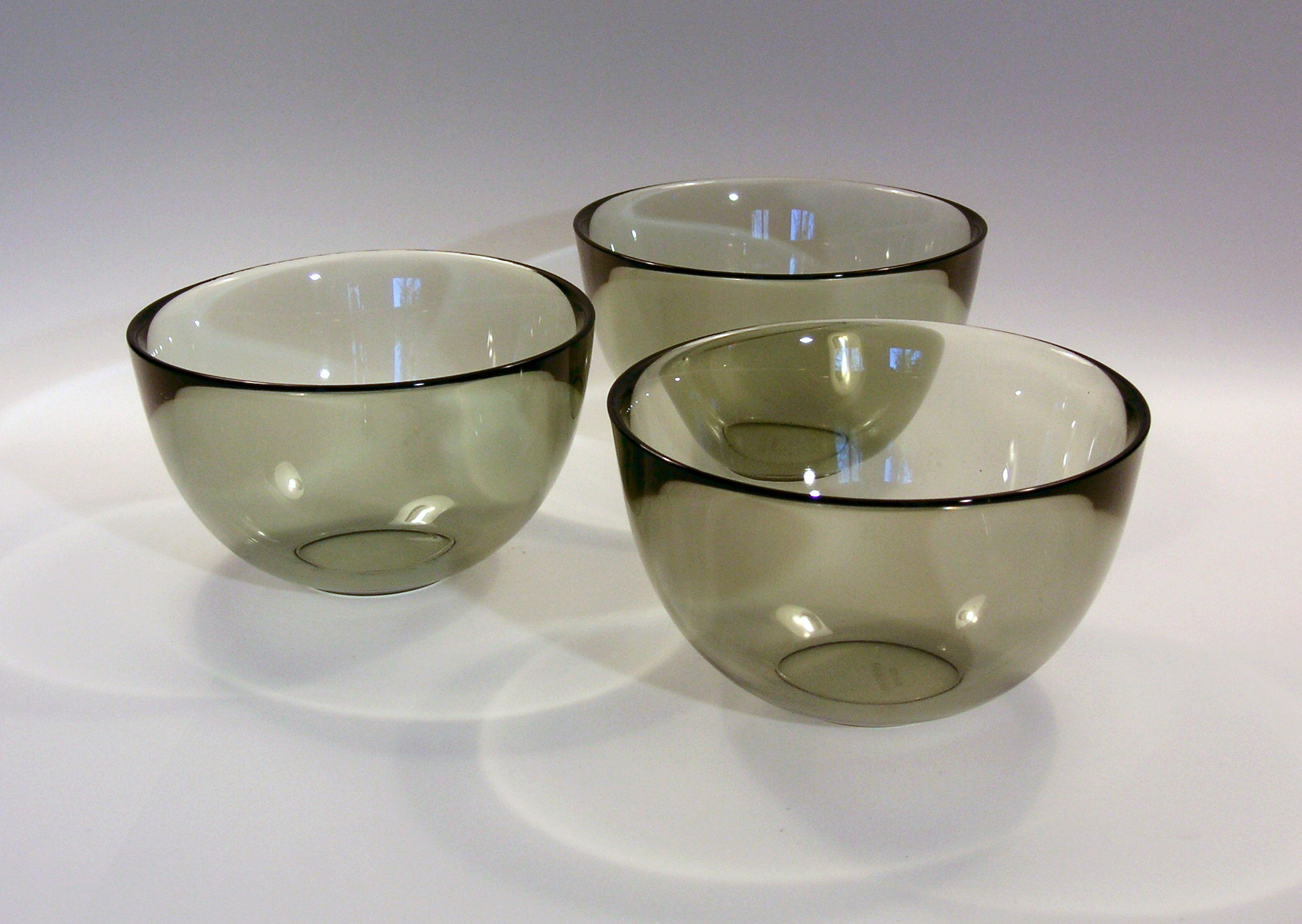
Sven Palmqvists "Fuga-skålar" i rökfärgat glas

Fuga var en serie bruksföremål i glas, formgivna av Sven Palmqvist för Orrefors som presenterades  1953/1954.

## Beskrivning
Fugaserien innehöll främst tre grundformer, alla i olika storlekar. I serien ingick förutom skålarna även assietter, askfat och cigarettbägare. De tillverkades initialt i klarglas, rött, blått och rökgrått, men senare förekommer även grönt. Namnet har de fått efter den nya teknik som skålarna producerades i, ibland kallade fugatekniken, där glasmassan centrifugeras i sina formar.
Redan på 1930-talet hade Palmqvist experimentera med centrifugerad glasmassa och fått fram ett bra och billigt glas. Det sägs att han fick idén till tekniken efter en studieresa till Tjeckoslovakien 1934, då han fick se hur grädde skildes från mjölk genom att slungas ut mot väggarna på en behållare i snabb rotation. Det dröjde dock till 1943 innan hans idé kom att prövas och den första patentansökan gjordes. Det ska dock ha förekommit stor skepsis på Orrefors med idén om maskintillverkat glas. Det var först när NK i Stockholm beställt en hel årsproduktion som Fuga kom ut på marknaden.
Dess enkla och rena form tillsammans med ett ganska lågt pris gjorde att skålarna blev mycket populära. Det riktigt stora genombrottet fick Fuga under H55-utställningen och två år senare fick den det prestigefyllda priset Grand Prix vid triennalen i Milano.
Det finns också en variant i opakt glas i klara, starka färger som döptes till Colora. Fugaserien är inte längre i produktion, men 1998 i samband med Orrefors 100-årsjubileum, tillverkades skålarna under en kortare tid.